# Coenoptychus pulcher
Coenoptychus pulcher là một loài nhện trong họ Corinnidae. Chúng thuộc chi đơn loài Coenoptychus, được Eugène Simon miêu tả năm 1885. Chúng thường xuất hiện ở Ấn Độ và Sri Lanka.